# Dialekt wschodniosłowacki
Dialekt wschodniosłowacki, gwary wschodniosłowackie (słow. východoslovenské nárečia, východniarčina) – regionalne odmiany języka słowackiego, używane przez mieszkańców Spiszu, Szarysza, Zemplina i Abova we wschodniej Słowacji. W odróżnieniu od innych dialektów słowackich dialekt wschodniosłowacki wykazuje ograniczoną zrozumiałość z językiem czeskim, jest natomiast stosunkowo bliski językom polskiemu i rusińskiemu. Dialekt ten cechuje się także obecnością polonizmów i hungaryzmów w słownictwie.
Dialekt wschodniosłowacki jest wewnętrznie zróżnicowany, toteż jego właściwości nie można określić w sposób jednoznaczny. Do charakterystycznych cech tego zespołu gwarowego należą jednak: brak samogłosek długich, akcent paroksytoniczny (podobnie jak w polszczyźnie, w odróżnieniu od akcentu inicjalnego w języku ogólnosłowackim) oraz odmienne zastosowanie końcówek w deklinacji. Gwary wschodniosłowackie i zachodniosłowackie mają pewne wspólne cechy, które nie występują w gwarach centralnych i opartej na nich standardowej słowacczyźnie. Fakt ten przemawia na korzyść koncepcji, że środkowa Słowacja została zasiedlona później niż tereny wschodnie i zachodnie.

## Historia
Standardowa odmiana języka słowackiego, skodyfikowana przez Ľudovíta Štúra w latach 40. XIX wieku, oparta została przede wszystkim na ówczesnych gwarach środkowosłowackich. Gwary wschodnie są wyraźnie odrębne od środkowych i zachodnich (na płaszczyźnie fonologii, morfologii i słownictwa), wykazują natomiast stosunkowo bliski związek z gwarami polskimi oraz gwarami rusińskimi. Na początku XX wieku podjęto nieudaną próbę stworzenia standardu języka wschodniosłowackiego.
Diaspora z regionu przyczyniła się do wypracowania nieregularnego piśmiennictwa w gwarach wschodniosłowackich. W gwarze szaryskiej ukazywały się czasopisma „Slovák v Amerike” (założone w 1889 r. w miejscowości Plymouth w Massachusetts) i „Amerikánsko-slovenské noviny” (założone w 1886 r. w Pittsburghu). Do zapisu wykorzystywano węgierskie konwencje ortografii (nazwy czasopism przedstawiano w formach: Szlovjak v Amerike, Amerikanszko-szlovenszke novini). Czasopismo „Slovák v Amerike” istnieje do dziś, lecz współcześnie stosuje literacką odmianę języka słowackiego.

## Podział wewnętrzny
Gwary wschodniosłowackie dzielą się na cztery podgrupy:
- Gwary spiskie (słow. spišské nárečia, spiština) – występują na wschód od miasta Poprad; graniczą z językiem rusińskim i polskimi gwarami góralskimi[1];
- Gwary szaryskie (słow. šarišské nárečia, šariština) – występują w okolicach Preszowa; dzielą liczne cechy z gwarami zemplińskimi i językiem rusińskim[1];
- Gwary abowskie (słow. abovské nárečia), w tym koszyckie (słow. košické nárečia) – występują na południowo-zachodnich terenach wschodniej Słowacji; dzielą cechy fonologiczne z językiem węgierskim i gwarami zemplińskimi[5];
- Gwary zemplińskie (słow. zemplínské nárečia) – występują na południowych i centralnych terenach wschodniej Słowacji; tworzą formę przejściową między językiem ogólnosłowackim, gwarami szaryskimi i językiem rusińskim[1].

Dodatkowo z perspektywy historycznej język wojwodińskorusiński bywa rozpatrywany jako peryferyjny dialekt wschodniosłowacki, poddany wpływom zewnętrznym.

## Przykładowy tekst
Dialekt wschodniosłowacki (gwara szaryska)
Buľi raz dvojo kmotrove, co furt vjedno chodziľi na jurmaki. Raz tiž tak išľi z jurmaku a našľi gvera. Ta znace, že ešči ftedi ľudze tak ňechirovali o gveroch, ňebulo teľo vojakoch. Išľi tak popod ľešik a naraz jeden zbačil gver a takoj ku ňemu ucekal… Ten druhi še tiž mocno zradoval, ta vźaľi totu fujaru a hutorili sebe: „Kmotre, ja budzem do ňej duc a ti budzeš prebirac”. Ta začaľi vera ľudze tote dvomi hrac. Jeden kmoter pocahnul za kohucik, kuľka utrafila do druheho kmotra, co prebiral a ten še takoj prevracil umarti na źem.
Standardowy język słowacki
Boli raz dvaja kmotrovia, ktorí stále spolu chodili na jarmoky. Raz tiež tak vyšli z jarmoku a našli pušku. To viete, že vtedy ešte ľudia tak nechyrovali o puškách, nebolo toľko vojakov. Išli tak popod lesík a jeden zazrel pušku a hneď k nej utekal. Ten druhý sa tiež silno zaradoval, tak vzali fujaru a hovorili si: „Kmotor, ja budem do nej fúkať a ty budeš preberať. Tak začali veru tí dvaja hrať. Jeden kmotor potiahol za kohútik, guľka trafila druhého kmotra, ktorý preberal, a ten sa hneď prevrátil mŕtvy na zem.